# TCDD HT65000
TCDD HT65000 — серия высокоскоростных электропоездов, построенных испанской компанией Construcciones y Auxiliar de Ferrocarriles (КАФ) для Турецких государственных железных дорог (TCDD).
В эксплуатацию поставлено два из десяти заказанных поездов. Электропоезда будут использоваться на новой высокоскоростной линии между Стамбулом и Анкарой, с максимальной скоростью 250 км/ч.
HT65000, создан на базе скоростных электропоездов RENFE серии 120.
Поезд состоит из шести вагонов, имеет модульную конструкцию и может эксплуатироваться не только в базовом варианте из шести вагонов, но и с прицепкой дополнительных двух вагонов. Кроме того электропоезд может работать по системе многих единиц, в составе двух сцепленных электропоездов.